# Sarutobi Ecchan
Sarutobi Ecchan (яп. さるとびエッちゃん Сарутоби Эттян, Малышка Сарутоби) — японская махо-сёдзё манга, автором которой является Сётаро Исиномори. Оригинальное название манги — Okashina Okashina Ano Ko (яп. おかしなおかしなあの子 Окасина Окасина Ано Ко). По мотивам манги студией Toei Animation был выпущен аниме-сериал, который транслировался по телеканалу TV Asahi с 4 октября 1971 года по 27 марта 1972 года. Всего выпущено 26 серий аниме и короткометражный мультфильм в 1971 году. Сериал был дублирован на Итальянском языке.

## Сюжет
Со стороны кажется, что Эттян обыкновенная маленькая девочка, но она является потомком великого ниндзя Сарутоби Сасукэ, и сама хорошо овладела навыками ниндзя. Помимо этого, Эттян обладает сверхчеловеческими способностями: может общаться с животными, обладает  гипнотическими и телепатическими способностями, сильнее и умнее остальных своих сверстниц. Но несмотря на это, Эттян всё ещё ребёнок, который совершает ошибки и пытается решить их со своими друзьями. Главная героиня стремится найти свою роль в этом мире и ведёт борьбу против несправедливости.

## Роли озвучивали
- Митико Номура — Эцуко
- Сатико Тидзимацу — Мико
- Итиро Нагай — Бук
- Акио Нодзима — Охира Тэнка
- Мицуко Асо — Курихира Тэнка
- Осаму Като — Сигэхира Тэнка
- Нобуё Цуда — Мицуко Тэнка
- Кадзуко Савада — Моко
- Рёйти Танака — Такэси Ояма
- Китон Ямада — Синдо Огавара
- Митихиро Икэмидзу — Пика